# Пилгрим, Алайя
Алайя Пилгрим (нем. Alayah Pilgrim; род. 29 апреля 2003, Мури, Аргау) — швейцарская футболистка, нападающий итальянского клуба «Рома» и сборной Швейцарии.

## Клубная карьера
Молодёжную карьеру провела в местном клуба «Мури». В детстве ей не разрешали играть в футбол, и поэтому она тайно начала играть, пока тренер не вмешался и не убедил ее семью. С мальчиками она играла до максимально допустимого возраста, так как в клубе не было женской команды. В 2017 году, в возрасте 15 лет, она начала свою профессиональную карьеру в составе «Арау» из Национальной лиги B. В 2020 году она перешла в «Базель», подписав двухлетний контракт .
10 октября 2022 года Пилгрим перешла в «Цюрих», где впервые сыграла в женской Лиге чемпионов. Она помогла Цюриху выиграть швейцарскую Суперлигу в сезоне 2022/2023, забив гол в победном финале в ворота «Серветта» 2 июня 2023 года.
26 января 2024 года итальянский клуб «Рома» объявила о подписании контракта с Пилгрим. На следующий день она дебютировала за столичную команду в национальном чемпионате, заменив Эмили Хови в матче против «Сампдории» (2:0).

## Международная карьера
Пилгрим родилась в Швейцарии в семье отца-марокканца и матери-швейцарки. Она была игроком молодежной сборной Швейцарии, выступая за сборную до 19 лет. В августе 2022 года ее впервые вызвали в национальную сборную Марокко. Она отклонила приглашение, так как получила его в последнюю минуту и не успела принять решение. Пару месяцев спустя, в октябре 2022 года, ее впервые вызвали в национальную сборную Швейцарии, но она так и не появилась.
Незадолго до чемпионата мира 2023 года она решила официально представлять Швейцарию на международном уровне. 22 сентября 2023 года она дебютировала, выйдя на замену в матче Лиги наций против сборной Италии (0:1).

### Голы за сборную
| № | Дата            | Место                                        | Соперник    | Счёт | Результат | Турнир                  |
| - | --------------- | -------------------------------------------- | ----------- | ---- | --------- | ----------------------- |
| 1 | 31 октября 2023 | Летцигрунд, Цюрих, Швейцария                 | Испания     | 1:4  | 1:7       | Лиги наций 2023/2024    |
| 2 | 23 февраля 2024 | Футбольный центр Марбелья, Марбелья, Испания | Польша      | 2:0  | 4:1       | Товарищеский матч       |
| 3 | 9 апреля 2024   | Далга Арена, Баку, Азербайджан               | Азербайджан | 0:3  | 0:4       | Квалификация на ЧЕ 2025 |

## Личная жизнь
Летом 2021 года Пилгрим прошла стажировку на врача в больнице Мури. Помимо футбола, она зарабатывает деньги как инфлюэнсер. Своим образцом для подражания она называет Сэм Керр.

## Достижения

### «Цюрих»
- Чемпионка Швейцарии: 2022/23

### «Рома»
- Чемпионка Италии: 2023/24
- Обладательница Кубка Италии: 2023/24